# Pristaulacus mandibularis
Pristaulacus mandibularis är en stekelart som beskrevs av Charles Thomas Brues 1933. Pristaulacus mandibularis ingår i släktet Pristaulacus och familjen vedlarvsteklar. Inga underarter finns listade i Catalogue of Life.